# 岳阳经济技术开发区
岳阳经济技术开发区是位于中華人民共和國湖南省岳阳市岳阳楼区的一个国家级经济技术开发区。亦是岳阳市管辖的县级行政管理区，面积253平方公里，人口16万人。管辖区域全在岳阳楼区境内。

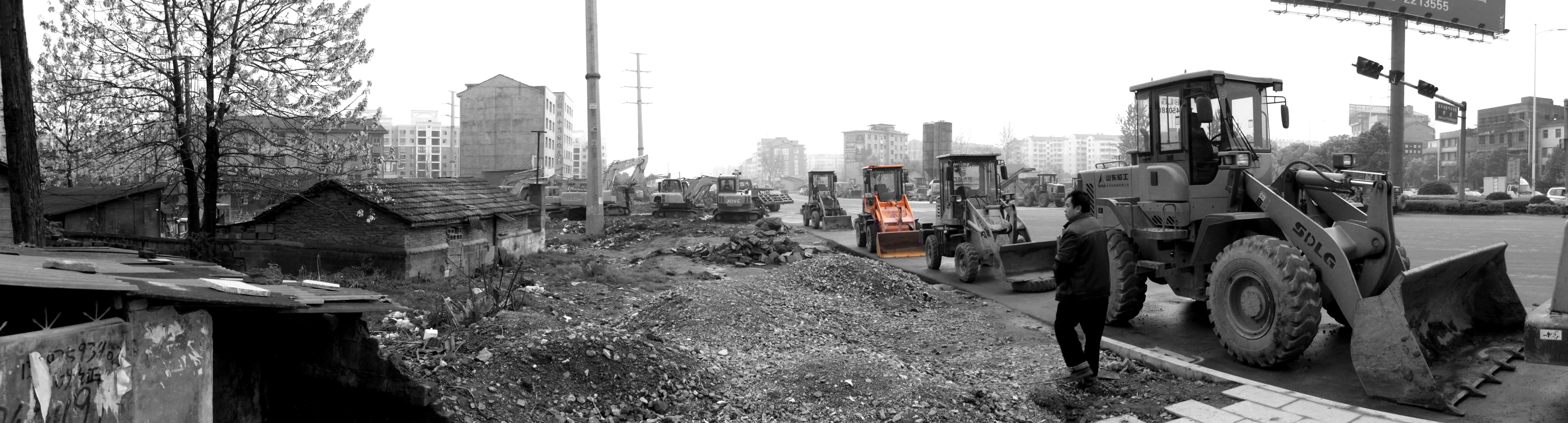
岳阳经济技术开发区

## 历史
岳阳经济技术开发区前身是1992年经湖南省人民政府批准设立的「城陵矶经济技术开发区」，1995年更名为「岳阳经济技术开发区」，2006年更名为「岳阳经济开发区」。2010年3月，岳阳经济技术开发区升级为国家级经济技术开发区。

## 行政区划
岳阳经济开发区辖2管理处（类似乡级单位）、2乡和1镇。
- 2管理处：通海路管理处、金凤桥管理处；
- 2乡：康王乡、三荷乡；
- 1镇：西塘镇。